# 샬롯 스무디
샬롯 스무디(Charlotte Smoothie, シャーロット・スムージー)는 일본 만화 및 애니메이션 원피스에 등장하는 빅 맘 해적단 샬롯 가의 14녀이자 쥬스 대신으로, '스위트 3장성' 중 1인이다. 

## 외모
1. 엄청나게 긴 팔과 다리.
2. 보아 행콕이나 니코 로빈과는 색다른, 이국적인 외모이지만 그녀들 못지않은 엄청난 미녀이다.

## 능력
초인계 악마의 열매 즙즙 열매를 먹은 쥬스 인간으로, 생명체의 몸에서 액체를 자유자재로 짜낸다. 

## 행적
샬롯 가문 최고의 미녀로 처음 등장할 때 자신의 시녀의 체액을 전부 짜내어 죽이는 모습으로 등장했다. 그런데 이는 그 시녀가 100명의 남자들을 칼로 찔렀기 때문에 샬롯 스무디에게 이런 형벌을 받은 것이다.
웃기게도 빅 맘 해적단에서도 스위트 3장성이라는 매우 높은 직책에 빅 맘 해적단 전체에서 무력 순위가 어머니인 샬롯 링링에 이어 샬롯 카타쿠리와 더불어 2인자급이며 거의 10억 베리에 육박하는 매우 높은 현상금과 그 빼어난 미모와 강함과 카리스마와는 달리 활약이 너무 없어서 팬들 사이에서는 근무태만이라는 평가를 받기도 한다.